# Julija Mendel
Julija Wołodymyriwna Mendel (ukr. Юлія Володимирівна Мендель, ur. 3 września 1986 w Geniczesku, obwód chersoński) – ukraińska dziennikarka, w latach 2019–2021 sekretarz prasowy prezydenta Ukrainy Wołodymyra Zełenskiego.

## Życiorys
Ukończyła Kijowski Uniwersytet Narodowy im. Tarasa Szewczenki, kandydat nauk filologicznych.
Pracowała jako dziennikarka dla stacji telewizyjnych ICTV, Espreso TV, 112 Ukraina i Inter (stacja telewizyjna). Została pierwszą ukraińską dziennikarką, która wygrała program World Press Institute.
Była przedstawicielem New York Times na Ukrainie. Współpracowała również z wieloma redakcjami zagranicznymi i kanałami telewizyjnymi, takimi jak Politico Europe, VICE News, CNBC, Nowa Europa Wschodnia, World Affairs Journal, Spiegel Online. Była konsultantką ds. komunikacji w Banku Światowym.
Odbyła staż zagraniczny w ramach programu THREAD na Uniwersytecie Yale, ukończyła Warszawską Letnią Akademię Euroatlantycką.
Od czerwca 2019 do lipca 2021 była sekretarzem prasowym prezydenta Ukrainy.